# Делликон
Делликон (нем. Dällikon) — коммуна в Швейцарии, в кантоне Цюрих.
Входит в состав округа Дильсдорф. Население составляет 3519 человек (на 31 декабря 2007 года). Плотность населения Делликона - 763,8 квадратного километра. Официальный код — 0084.
Широта Делликона: 47.4408, Долгота: 8.43354.
Мэром коммуны является Питер Страуб.